# Branko Bošnjak (nogometaš)
Branislav »Branko« Bošnjak, bosansko-hercegovski nogometaš, * 11. oktober 1955, Sarajevo.
Bošnjak je večji del kariere igral v jugoslovanski ligi za klube Sarajevo, Olimpija in Dinamo Zagreb. Za Olimpijo je igral v treh obdobjih, med letoma 1979 in 1983, 1984 in 1985 ter 1987 in 1988, v prvi jugoslovanski ligi je za klub odigral 146 prvenstvenih tekem in dosegel devet golov. Tri sezone je odigral tudi za Kayserispor v turški ligi.
Za jugoslovansko reprezentanco je leta 1983 odigral edino uradno tekmo.